# Daphne Loves Derby
Daphne Loves Derby é uma banda americana de indie rock formada em Kent, Washington, no ano de 2001.

## Membros

### Membros atuais
- Kenny Choi · vocais, letras, guitarra rítmica
- David Sparks · vocais, baixo
- Stu Clay . bateria

### Ex-integrantes
- Jason Call · baixo, vocais
- Jude Zadaski · teclados
- Spencer Abbott . guitarra solo

## Discografia

### Álbuns
- Daphne Loves Derby (2003)
- On the Strength of All Convinced (2005)
- Good Night, Witness Light (2007)

### EPs
- A Sudden Change EP (2001)
- The Wonder Years EP (2003)
- Post Post EP (2004)
- Closing Down the Pattern Department (2004)
- Acoustic EP (2006)

### Videografia
- Hammers and Hearts (2005)
- Sundays (2006)
- That's Our Hero Shot (2007)
- Stranger, You and I (2007)